# Prodan Gardžev
Prodan Stojanov Gardžev (bulharsky Продан Стоянов Гарджев, 8. dubna 1936, Rosenovo – 5. července 2003 Burgas) byl bulharský zápasník ve volném stylu. Soutěžil ve střední váze.
Byl členem klubů Černomorec Burgas a CSKA Sofia, jeho trenérem byl Kostadin Žadov. V bulharské zápasnické reprezentaci debutoval v roce 1958 na Světovém poháru v Sofii. V roce 1960 odcestoval na své první olympijské hry, kde obsadil páté místo. V roce 1963 získal po finálovém vítězství nad Antolijem Albulem ze SSSR zlatou medaili na světovém šampionátu a v roce 1964 se stal olympijským vítězem, když ve finále zdolal Turka Hasana Güngöra. Na mistrovství světa v zápasu ve volném stylu 1965 obsadil třetí místo a na mistrovství světa v zápasu ve volném stylu 1966 zvítězil. Na mistrovství Evropy v zápasu ve volném stylu 1967 skončil třetí a na mistrovství Evropy v zápasu ve volném stylu 1968 získal stříbro. Kariéru zakončil na Letních olympijských hrách 1968, kde obsadil třetí místo.
V letech 1963 a 1966 byl zvolen bulharským sportovcem roku. Získal čestné občanství města Burgasu.